# Hydrochasma rictum
Hydrochasma rictum  (лат.) — вид мух-береговушек рода Hydrochasma из подсемейства Gymnomyzinae (Ephydridae). Встречаются в Центральной Америке: Гондурас, Коста-Рика.

## Описание
Мелкие двукрылые насекомые, длина от 1,55 до 2,00 мм; серовато-коричневого цвета; усики серые. Задние голени покрыты короткими сетами, чья длина равна ширине на том же уровне ноги. Усиковые бороздки резко отграничены с вентральной стороны. Максиллярные щупальцы апикально жёлтые. Глаза овальные, крупные. На лице один ряд латеральных щетинок; фронто-орбитальные сеты на лбу отсутствуют. Щеки широкие. Нотоплеврон груди покрыт микросетами в дополнение к двум крупным щетинкам. Супрааларные пре- и постшовные щетинки, а также акростихальные сеты хорошо развиты. Латеральные части брюшка со светлыми участками (беловато-серыми). Крылья прозрачные, блестящие. Вид был впервые описан в 2013 году американским диптерологом Вейном Мэтисом (Wayne N. Mathis; Department of Entomology, Smithsonian Institution, Washington, D.C., США) и польским энтомологом Тадеушем Затварницким (Tadeusz Zatwarnicki, Department of Biosystematics, Opole University, Ополе, Польша). Сходен с видом Hydrochasma digitatum , отличаясь строением гениталий самца.